# Торжественное заседание Государственного совета 7 мая 1901 года
«Торжественное заседание Государственного совета 7 мая 1901 года в день столетнего юбилея со дня его учреждения» — колоссальная по размерам картина, над которой в течение трех лет работал Илья Репин с помощниками. По жанру — коллективный портрет с 81 фигурой. Размер картины — 400 х 877 см.
Полотно было создано для Мариинского дворца, где проходили собрания Государственного совета Российской империи, и представлено публике 4 января 1904 года. Поскольку зал Дворца по форме полукруглый, на заседаниях совета стулья стояли в три ряда, создавая тем самым резкое перспективное сокращение. В цветовом решении преобладают оттенки красного, жёлтого и тёмно-синего.
После упразднения Государственного совета (1917) картина была передана в Музей революции, а в 1938 году — в Русский музей, где экспонируется в особом зале с верхней подсветкой.

## История создания
В апреле 1901 года Илье Репину через вице-президента Императорской Академии художеств Ивана Толстого поступил от российского императора заказ на изображение юбилейного заседания Государственного совета. Из-за болезни правой руки Репин выговорил себе право использовать при создании картины помощников и только после этого согласился выполнить высочайший заказ.
Ассистентами Репина выступали Иван Куликов (1875—1941) и Борис Кустодиев (1878—1927). Команда начала работать за несколько дней до юбилея, начав с этюдов интерьера, так что в день торжества вся обстановка уже была нарисована. Для фиксации людей во время собрания наряду с подготовленными предметами рисования был установлен на треноге большой фотоаппарат, на котором Репин в тот день сделал свой первый снимок, ставший впоследствии одним из вспомогательных материалов.

По условиям заказа Репин должен был изобразить то, как члены совета внимают юбилейной речи царя. Художнику показалось, что это будет выглядеть слишком статично, и он предложил показать тут же процесс раздачи медалей. Первоначально идея показать государственных мужей в движении вызывала неодобрение придворных. Условия договора предполагали согласование этюдов картины с Николаем II, который поддержал предложение Репина. 
По утверждении эскиза Репин в течение двух месяцев рисовал в Мариинском дворце, заполнив два альбома. Он получил составленный специально для него список членов Государственного Совета с указанием чина, мундира, орденов и т. п.
В конце июля 1901 года в Квадратном зале Мариинского дворца был установлен подрамник и натянут холст, живописцы снабжены стремянками и, после грунтовки полотна, помощники начали чертить перспективу ротонды дворцового зала. Кустодиев в письмах невесте Ю. Прошинской писал:

Работа скучная и кропотливая — все линейки да циркуль, да угольник. Холст такой громадный, что чувствуешь себя перед ним совсем маленьким. Репин по обыкновению заставил переделывать почти все снова, что было уже нарисовано, и будет ли доволен теперь — не знаю.— 

Самая картина только началась, и начинается интерес к ней, и работаем мы с удовольствием; Над ней работы много и работы интересной… есть чему поучиться.— 
Репин мог назначить сеансы не одному, а сразу двоим или троим членам Совета для точности цветовых связей и выбора натуральных поз; некоторых просили позировать повторно. Дело затягивалось из-за осенних сумерек и к тому времени правая рука Репина почти не работала, он писал в основном левой. Картина была готова к началу января 1904 года.
Показ картины для всех желающих был открыт в Мариинском дворце с 4 января 1904 года. После завершения работы Репин, ссылаясь на болезнь, переехал из столицы в свою усадьбу «Пенаты» в посёлке Куоккала (сейчас — Репино) на Карельском перешейке.
В Москве картина выставлялась в 2002 году в Георгиевском зале Кремля, а затем —  Выставочном зале федеральных государственных архивов. Для транспортировки использовался специальный вагон, обеспечивающий поддержание необходимой температуры.

## Сюжет
На картине изображён император, закончивший чтение юбилейной грамоты по случаю 100-летия учреждения Александром I Непременного совета — предшественника Государственного совета. Николай II находится во главе собрания под собственным портретом. Секретари разносят членам совета юбилейные медали.
Схема картины:

### Список изображённых на картине
| Номер на схеме | Эскиз                     | Имя                                              | Должность                                            | Дополнительно | Автор этюда | Год создания этюда | Музей                                                                       |
| -------------- | ------------------------- | ------------------------------------------------ | ---------------------------------------------------- | --- | ----------- | ------------------ | --------------------------------------------------------------------------- |
| 1.             |                           | Николай II                                       | Император Всероссийский                              | |             |                    |                                                                             |
| 2.             |                           | Михаил Николаевич                                | Председатель Государственного совета                 | великий князь | Репин       | 1902               | ГРМ 105 х 84,5                                                              |
| 3.             |                           | Дмитрий Мартынович Сольский                      | член Государственного совета                         | статс-секретарь Его Императорского Величества                                                                        |             |                    |                                                                             |
| 4.             |                           | Эдуард Васильевич Фриш                           | член Государственного совета                         | действительный тайный советник                                                                                       |             |                    |                                                                             |
| 5.             |                           | Николай Матвеевич Чихачёв                        | член Государственного совета                         | адмирал, генерал-адъютант                                                                                            |             |                    |                                                                             |
| 6.             |                           | Сергей Васильевич Рухлов                         | статс-секретарь Государственного совета              | | Куликов     | 1900—1903          | Вологодская областная картинная галерея 52 х 43                             |
| 7.             |                           | Дмитрий Николаевич Набоков                       | член Государственного совета                         | (скончался в 1904)                                                                                                   |             |                    |                                                                             |
| 8.             |                           | Николай Степанович Ганецкий                      | член Государственного совета                         | генерал от инфантерии                                                                                                |             |                    |                                                                             |
| 9.             |                           | Николай Николаевич Корево                        | чиновник                                             | | Кустодиев   | 1903               | ГРМ 42×29                                                                   |
| 10.            |                           | Николай Павлович Игнатьев                        | член Государственного совета                         | генерал от инфантерии, граф                                                                                          | Кустодиев   |                    |                                                                             |
| 11.            |                           | Василий Андреевич Верещагин                      | помощник статс-секретаря Государственного совета     | |             |                    |                                                                             |
| 12.            |                           | Константин Иванович Пален                        | член Государственного совета                         | граф | Репин       | 1903               | Череповецкое музейное объединение 54 х 38                                   |
| 13.            |                           | Пётр Иванович Саломон                            | член Государственного совета                         | | Кустодиев   |                    |                                                                             |
| 14.            |                           | Александр Александрович Половцов                 | член Государственного совета                         | председатель Русского исторического общества                                                                         | Кустодиев   |                    |                                                                             |
| 15.            |                           | Христофор Христофорович Рооп                     | член Государственного совета                         | | Кустодиев   |                    |                                                                             |
| 16.            |                           | Пётр Алексеевич Харитонов                        | статс-секретарь Государственного совета              | |             |                    |                                                                             |
| 17.            |                           | Владимир Михайлович Маркус                       | член Государственного совета                         | |             |                    |                                                                             |
| 18.            |                           | Николай Павлович Мансуров                        | член Государственного совета                         | |             |                    |                                                                             |
| 19.            |                           | Оттон Борисович Рихтер                           | член Государственного совета                         | генерал от инфантерии                                                                                                |             |                    |                                                                             |
| 20.            |                           | Николай Николаевич Обручев                       | член Государственного совета                         | заслуженный профессор Николаевской военной академии генерал от инфантерии                                            |             |                    |                                                                             |
| 21.            |                           | Дмитрий Петрович Голицын                         | помощник статс-секретаря Государственного совета     | князь Голицын-Муравлин                                                                                               |             |                    |                                                                             |
| 22.            |                           | Илларион Иванович Воронцов-Дашков                | член Государственного совета                         | генерал от кавалерии, граф                                                                                           |             |                    |                                                                             |
| 23.            |                           | Иван Сёменович Каханов                           | член Государственного совета                         | генерал от артиллерии                                                                                                |             |                    |                                                                             |
| 24.            |                           | Александр Алексеевич Бобринский                  | член Государственного совета                         | граф |             |                    |                                                                             |
| 25.            |                           | Михаил Сергеевич Волконский                      | член Государственного совета                         | обер-гофмейстер князь                                                                                                | Репин       | 1901-1903          | ГРМ Холст, масло 88 х 68,5                                                  |
| 26.            |                           | Максим Антонович Таубе                           | член Государственного совета                         | генерал от артиллерии барон                                                                                          |             |                    |                                                                             |
| 27.            |                           | Владимир Иванович Вешняков                       | член Государственного совета                         | |             |                    |                                                                             |
| 28.            |                           | Александр Дмитриевич Горемыкин                   | член Государственного совета                         | генерал от инфантерии                                                                                                |             |                    |                                                                             |
| 29.            |                           | Александр Александрович Икскуль фон Гильденбандт | член Государственного совета                         | барон |             |                    |                                                                             |
| 30.            |                           | Николай Игнатьевич Шебеко                        | член Государственного совета                         | генерал от кавалерии                                                                                                 |             |                    |                                                                             |
| 31.            |                           | Николай Антонович Махотин                        | член Государственного совета                         | генерал от инфантерии                                                                                                |             |                    |                                                                             |
| 32.            |                           | Илиодор Иванович Розинг                          | член Государственного совета                         | |             |                    |                                                                             |
| 33.            |                           | Анатолий Павлович Иващенков                      | член Государственного совета                         | сенатор |             |                    |                                                                             |
| 34.            |                           | Юлий Александрович Икскуль фон Гильденбандт      | товарищ государственного секретаря                   | барон |             |                    |                                                                             |
| 35.            |                           | Николай Валерианович Муравьёв                    | член Государственного совета                         | министр юстиции | Кустодиев   |                    |                                                                             |
| 36.            |                           | Владимир Николаевич Ламсдорф                     | член Государственного совета                         | министр иностранных дел граф                                                                                         | Репин       | 1901-1903          | ГРМ 71 х 48,5                                                               |
| 37.            |                           | Павел Константинович Гудим-Левкович              | член Государственного совета                         | генерал от инфантерии                                                                                                |             |                    |                                                                             |
| 38.            |                           | Павел Петрович Тыртов                            | член Государственного совета                         | управляющий морским министерством, вице-адмирал                                                                      |             |                    |                                                                             |
| 39.            |                           | Дмитрий Сергеевич Сипягин                        | член Государственного совета                         | министр внутренних дел                                                                                               |             |                    |                                                                             |
| 40.            |                           | Иван Яковлевич Голубев                           | член Государственного совета                         | |             |                    |                                                                             |
| 41.            |                           | Роман Александрович Дистерло                     | помощник статс-секретаря Государственного совета     | барон |             |                    |                                                                             |
| 42.            |                           | Алексей Павлович Игнатьев                        | член Государственного совета                         | товарищ министра внутренних дел, генерал от кавалерии, граф                                                          | Репин       | 1902               | ГРМ Холст, масло 89 х 62,5                                                  |
| 43.            |                           | Пётр Петрович Семёнов                            | член Государственного совета                         | почетный член Академии наук и Академии художеств                                                                     | Репин       | 1901               | ГРМ Холст, масло 97 х 62                                                    |
| 44.            |                           | Иван Иванович Шамшин                             | член Государственного совета                         | |             |                    |                                                                             |
| 45.            |                           | Андрей Александрович Сабуров                     | член Государственного совета                         | |             |                    |                                                                             |
| 46.            |                           | Пётр Александрович Сабуров                       | член Государственного совета                         | русский дипломат, действительный тайный советгик                                                                     | Кустодиев   | 1902               | ГТГ Холст, масло 61×45                                                      |
| 47.            |                           | Николай Павлович Петров                          | член Государственного совета                         | инженер-генерал | Кустодиев   | 1903               | ГРМ Холст, масло 60.5×43статс                                               |
| 48.            |                           | Николай Иванович Бобриков                        | член Государственного совета                         | генерал-губернатор Финляндии                                                                                         | Кустодиев   |                    |                                                                             |
| 49.            |                           | Михаил Николаевич Галкин-Враской                 | член Государственного совета                         | статс-секретарь генерал                                                                                              | Кустодиев   |                    | Государственный музей искусств Республики Казахстан имени Абылхана Кастеева |
| 50.            |                           | Владимир Михайлович Менгден                      | член Государственного совета                         | барон |             |                    |                                                                             |
| 51.            |                           | Фёдор Густавович Тернер                          | член Государственного совета                         | |             |                    |                                                                             |
| 52.            |                           | Оскар Карлович Кремер                            | член Государственного совета                         | адмирал | Кустодиев   |                    |                                                                             |
| 53.            |                           | Андрей Александрович Бобринский                  | статс-секретарь Государственного совета              | граф |             |                    |                                                                             |
| 54.            |                           | Иван Логгинович Горемыкин                        | член Государственного совета                         | | Репин       | 1903               | ГТГ Холст, масло 66,5 х 48,5                                                |
| 55.            | Николай Николаевич Герард | член Государственного совета                     |                                                      | | Репин       | 1903               | ГТГ Холст, масло 66,5 х 48,5                                                |
| 56.            |                           | Павел Алексеевич Марков                          | член Государственного совета                         | |             |                    |                                                                             |
| 57.            |                           | Алексей Михайлович Соков                         | помощник статс-секретаря Государственного совета     | |             |                    |                                                                             |
| 58.            |                           | Владимир Борисович Фредерикс                     | член Государственного совета                         | министр императорского двора и уделов, граф                                                                          |             |                    |                                                                             |
| 59.            |                           | Александр Иванович Вергопуло                     | помощник статс-секретаря Государственного совета     | |             |                    |                                                                             |
| 60.            |                           | Алексей Николаевич Куропаткин                    | член Государственного совета                         | военный министр, генерал-лейтенант                                                                                   |             |                    |                                                                             |
| 61.            |                           | Павел Львович Лобко                              | член Государственного совета                         | |             |                    |                                                                             |
| 62.            |                           | Михаил Фёдорович Поземковский                    | старший делопроизводитель Государственной канцелярии | [ 6 ] |             |                    |                                                                             |
| 63.            |                           | Владимир Иосифович Гурко                         | помощник статс-секретаря Государственного совета     | |             |                    |                                                                             |
| 64.            |                           | Михаил Иванович Хилков                           | член Государственного совета                         | министр путей сообщения, князь                                                                                       |             |                    |                                                                             |
| 65.            |                           | Дмитрий Николаевич Любимов                       | помощник статс-секретаря Государственного совета     | |             |                    |                                                                             |
| 66.            |                           | Сергей Юльевич Витте                             | член Государственного совета                         | министр финансов | Репин       | 1903               | ГТГ Холст, масло 81 х 81                                                    |
| 67.            |                           | Александр Григорьевич фон Тимрот                 | помощник статс-секретаря Государственного совета     | |             |                    |                                                                             |
| 68.            |                           | Алексей Сергеевич Ермолов                        | член Государственного совета                         | министр земледелия и государственных имуществ                                                                        |             |                    |                                                                             |
| 69.            |                           | Николай Алексеевич Протасов-Бахметев             | член Государственного совета                         | генерал от кавалерии, граф                                                                                           |             |                    |                                                                             |
| 70.            |                           | Владимир Борисович Лыщинский                     | помощник статс-секретаря Государственного совета     | князь Лыщинский-Троекуров                                                                                            |             |                    |                                                                             |
| 71.            |                           | Николай Фёдорович Дерюжинский                    | помощник статс-секретаря Государственного совета     | |             |                    |                                                                             |
| 72.            |                           | Пётр Семёнович Ванновский                        | член Государственного совета                         | министр просвещения, генерал от инфантерии                                                                           |             |                    |                                                                             |
| 73.            |                           | Константин Петрович Победоносцев                 | член Государственного совета                         | обер-прокурор Синода                                                                                                 | Репин       | 1903               | ГРМ 68,5 х 53                                                               |
| 74.            |                           | Дмитрий Александрович Философов                  | товарищ государственного контролера                  | |             |                    |                                                                             |
| 75.            |                           | Иван Николаевич Дурново                          | член Государственного совета                         | председатель Комитета министров                                                                                      |             |                    |                                                                             |
| 76.            |                           | Александр Петрович Ольденбургский                | член Государственного совета                         | генерал от инфантерии, принц                                                                                         | Репин       | 1901-1903          | ГРМ 71 х 58                                                                 |
| 77.            |                           | Сергей Александрович                             | член Государственного совета                         | московский генерал-губернатор, великий князь                                                                         |             |                    |                                                                             |
| 78.            |                           | Алексей Александрович                            | член Государственного совета                         | главный начальник флота и морского ведомства, великий князь                                                          |             |                    |                                                                             |
| 79.            |                           | Вячеслав Константинович Плеве                    | член Государственного совета                         | министр статс-секретарь великого княжества Финляндского                                                              |             |                    |                                                                             |
| 80.            |                           | Владимир Александрович                           | член Государственного совета                         | главнокомандующий войсками гвардии санкт-петербургского военного округа, президент Академии художеств, великий князь | Репин       | 1903               | ГРМ Холст, масло 108 х 87                                                   |
| 81.            |                           | Михаил Александрович                             | член Государственного совета                         | наследник цесаревич, великий князь                                                                                   |             |                    |                                                                             |

## Комментарии
1. ↑  Согласно Репин И. Е. Великие художники. Том 20, 2009, с. 43 картина после окончания на несколько дней была выставлена в одном из залов Зимнего дворца.
2. ↑  С 1906 года — Семёнов-Тян-Шанский